# Frente Nacional (1980)
A Frente Nacional foi um grupo político português já dissolvido, que em 1980 concorreu às eleições legislativas em coligação com o PDC e o MIRN/PDP e que, após obter apenas 0,4% dos votos, acabaria por cessar atividade, tendo como último presidente o jornalista e ensaísta Manuel Maria Múrias, saneado da RTP em maio de 1974.

### História
Propondo um caminho de nacionalismo revolucionário, nunca chegou a estar constituída como partido político. Teve origem na criação do semanário A Rua, em abril de 1976. Em resposta à predominância da esquerda nos meios académicos e da comunicação social, surgiu o conceito de frente nacional, desenvolvido por intelectuais da extrema-direita portuguesa, como Pedro Soares Martínez, que defendiam uma posição antiparlamentarista e contra a democracia partidária. Inicialmente, o semanário defendia a adoção da via eleitoral para a prossecução dos objetivos da extrema-direita portuguesa, razão pela qual foi, inicialmente, financiado pelo CDS-PP, partido no qual Soares Martínez, entre outros, apoiou Francisco Lucas Pires para a presidência do CDS-PP, que, tendo assinado o Pacto MFA/Partidos, não adotou um posicionamento de extrema-direita.
Assim, gorada a tentativa de influência sobre o CDS-PP, o grupo de intelectuais do semanário A Rua integrou as listas do Partido da Democracia Cristã (PDC) nas eleições legislativas de 1979. Em março de 1980, a então já designada Frente Nacional tinha Manuel Maria Múrias como líder, Diogo Miranda Barbosa como porta-voz e Bernardo Guedes da Silva como um dos principais financiadores, defendendo este último, por razões económicas, um projeto federalista para as antigas colónias portuguesas semelhante ao da Commonwealth, em alternativa ao projeto de adesão de Portugal à CEE. Em julho de 1980, contudo, Bernardo Guedes da Silva saiu da FN, por discordar da estratégia de Manuel Maria Múrias, que previa uma aproximação ao PDC, enquanto Bernardo Guedes da Silva defendia que a FN liderasse a extrema-direita portuguesa. Nas eleições legislativas de 1980, o mesmo grupo, sem esperança numa viragem da Aliança Democrática à direita, tomou o nome de Frente Nacional e concorreu novamente nas listas do PDC. Contudo, as divergências internas e a aproximação de muitos dos quadros da FN em direção à AD fizeram com que a coligação perdesse 2/3 do eleitorado, obtendo um resultado muito pouco expressivo. O semanário A Rua também se ressentiu da falta de apoio, perdendo condições de sustentabilidade financeira e o financiamento dos principais patrocinadores, pelo que cessou a sua publicação. Terminou assim o projeto da Frente Nacional. Em 2004, o grupo neonazi Frente Nacional, liderado por Mário Machado, retomou a designação, com o objetivo de influenciar o rumo do então Partido Nacional Renovador (atual Ergue-te), mas o grupo foi dissolvido em 2008.

### Ideologia
A Frente Nacional defendia o retomar do projeto imperial português, opunha-se ao processo de descolonização e apoiava a decisão tomada por Portugal, então liderado por António de Oliveira Salazar, no sentido de encetar uma guerra contra os movimentos de libertação das antigas colónias, a chamada Guerra Colonial Portuguesa (1961-1974). O grupo defendia a ilegalização do Partido Comunista Português, que considerava contrário aos interesses nacionais, dominante nos setores estatal e sindical e refém da União Soviética; opunha-se ao sistema parlamentar e ao centralismo estatal; e defendia o retomar dos princípios Deus, Pátria, Família, Autoridade e Trabalho, que tinham orientado o ideário do Estado Novo.

## Resultados eleitorais do partido
| 1980 | PDC-MIRN/PDP -FN | Legislativas | 23 819 | 0.4% | 0 |

(fonte: Comissão Nacional de Eleições)